# Richard Nixons Besuch in China 1972

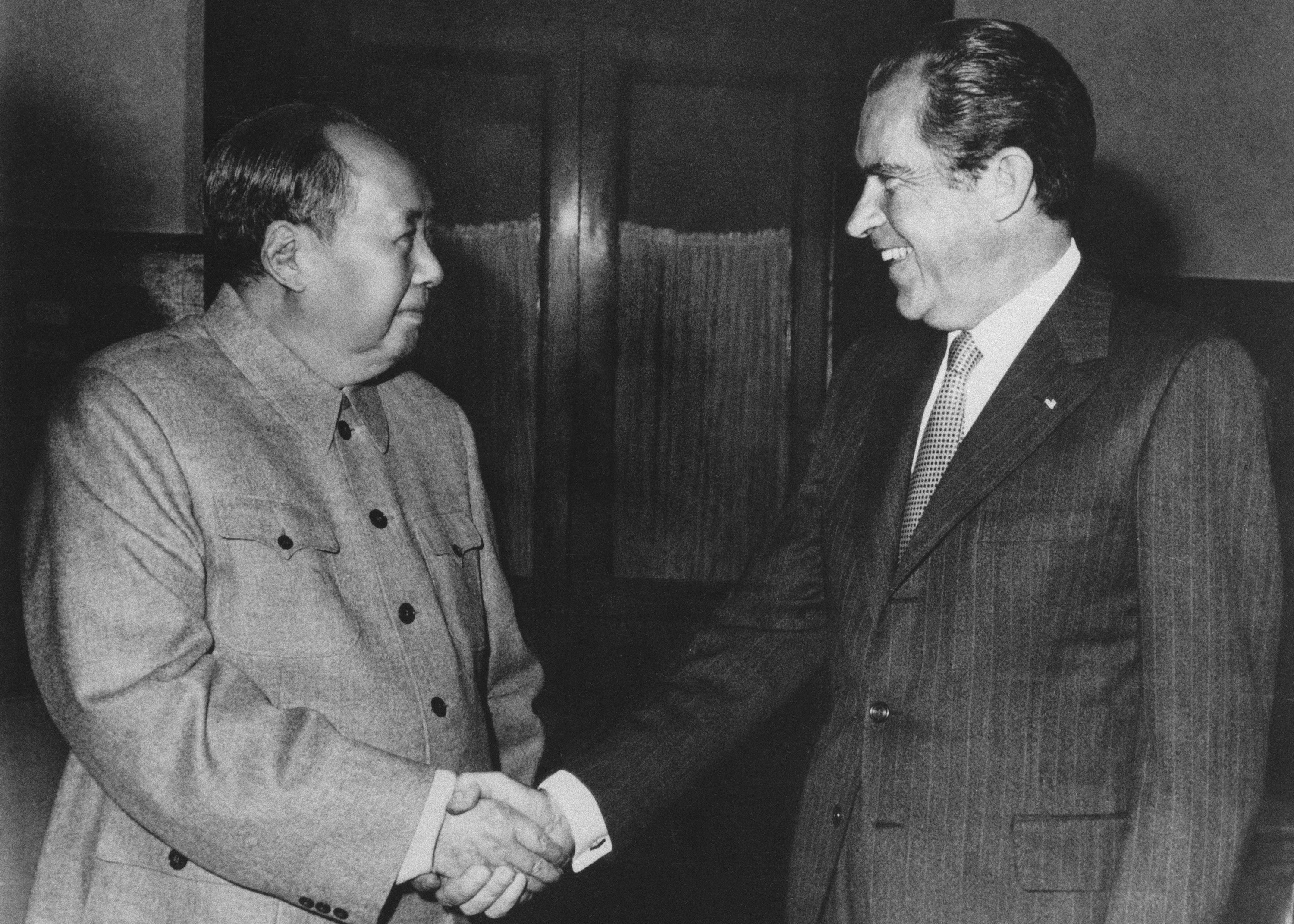
Richard Nixon trifft Mao Zedong (1972)

Richard Nixons Besuch der Volksrepublik China im Jahre 1972 war ein bedeutender Schritt zur Verbesserung der diplomatischen Beziehungen zwischen den Vereinigten Staaten und der Volksrepublik China. Zum ersten Mal seit ihrer Gründung im Jahr 1949 besuchte ein Präsident der Vereinigten Staaten die Volksrepublik.
Der Besuch und Nixons Beitrag dazu wurde im Englischen sprichwörtlich als Only Nixon could go to China bezeichnet.

## Besuch

### Historischer Hintergrund
Nach dem Zweiten Weltkrieg erlebten die US-Amerikaner, dass sich das Verhältnis ihres Landes zur Sowjetunion verschlechterte, kommunistische Satellitenstaaten in Osteuropa installiert wurden und China kurz vor dem Übertritt zum Kommunismus stand. So entstand bei vielen Amerikanern die Sorge, dass Kommunisten den Niedergang von Schulen und Gewerkschaften verursachen könnten. Eine der Hauptursachen, warum Richard Nixon 1952 Vizepräsident unter Präsident Eisenhower wurde, war seine starke antikommunistische Haltung. Dennoch war es 1972 gerade Nixon, der als erster US-Präsident China besuchen sollte.

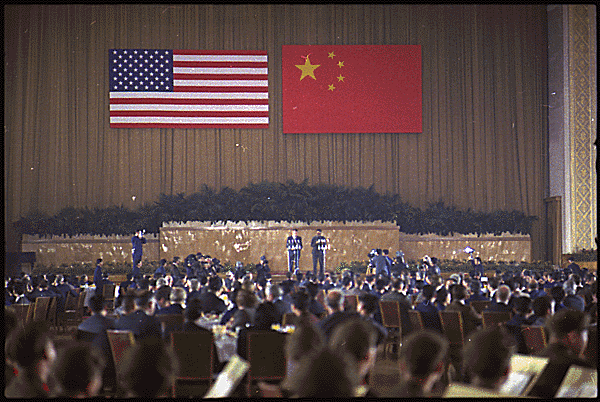
Richard Nixon und Zhou Enlai sprechen während eines Banketts (1972)

### Vorbereitung
Im Juli 1971 besuchte Nixons Nationaler Sicherheitsberater Henry Kissinger im Rahmen einer Pakistanreise Peking. Dabei legte er den Grundstein für Nixons kommenden Staatsbesuch.

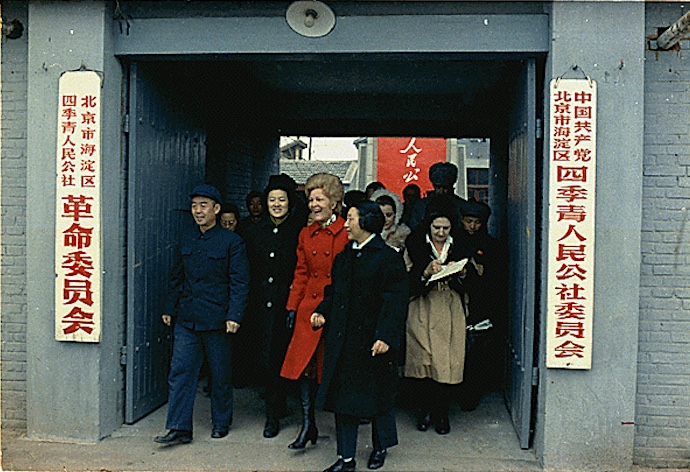
Richard Nixons Ehefrau Pat während des Besuchs (1972)

### Treffen
Vom 21. bis 28. Februar 1972 besuchte Nixon die Städte Peking, Hangzhou und Shanghai. Bei seiner Ankunft in Peking wurde er zu einem Treffen mit dem Vorsitzenden der Kommunistischen Partei Chinas, Mao Zedong, eingeladen. US-Außenminister William P. Rogers wurde vom Gespräch ausgeschlossen und nur ein Angestellter des Nationalen Sicherheitsrates der Vereinigten Staaten war anwesend – der spätere US-Botschafter in China, Winston Lord. Um Rogers nicht bloßzustellen, wurde Lord aus allen offiziellen Fotos des Treffens herausgenommen.
Nixon traf sich mehrmals während der Reise mit dem Chinesischen Premierminister Zhou Enlai, unter anderem an der Chinesischen Mauer, in Hangzhou und Shanghai. Zum Abschluss des Staatsbesuches unterzeichneten die Vereinigten Staaten und die Regierung der Volksrepublik das sogenannte Shanghai-Kommuniqué („Joint Communiqué of the United States of America and the People’s Republic of China“) – einen Bericht über ihre jeweiligen außenpolitischen Ansichten. Dieses Dokument war über Jahre hinweg die Basis für die bilateralen Chinesisch-Amerikanischen Beziehungen. Kissinger legte darin fest, dass die USA beabsichtigten, ihre Streitkräfte aus Taiwan zurückzuziehen. In dem Communiqué versprachen beide Nationen, auf eine Normalisierung ihrer diplomatischen Beziehungen hinzuarbeiten.

### Ergebnisse
Die Vereinigten Staaten erkannten an, dass alle Chinesen auf beiden Seiten der Formosastraße betonten, dass es nur ein China gäbe (Ein-China-Politik). Nixon und die US-amerikanische Regierung beteuerten noch einmal ihr Interesse an einer friedlichen Regelung der Taiwanfrage, dem auch die Chinesen zustimmten. Das Communiqué ermöglichte es beiden Parteien, die „grausamen Fragen, die die Normalisierung der Beziehungen behinderten“, zeitweise außer Acht zu lassen. Diese bezogen sich vor allem auf den politischen Status von Taiwan und die Öffnung von Handels- und anderen Beziehungen. Dennoch setzten die Vereinigten Staaten ihre politischen Beziehungen zur Republik China auf Taiwan noch einige Jahre lang fort, bis diese zugunsten von vollumfänglichen Beziehungen zur Volksrepublik China 1979 aufgegeben wurden.
Nixon äußerte sich über die zukünftige Bedeutung des Besuches für die zwei Länder wie folgt:

“This was the week that changed the world, as what we have said in that Communique is not nearly as important as what we will do in the years ahead to build a bridge across 16,000 miles and 22 years of hostilities which have divided us in the past.”

„Das war die Woche, die die Welt verändert hat; das, was wir in dem Communiqué vereinbart haben, ist dabei nicht annähernd so wichtig wie das, was wir in den kommenden Jahren tun werden: eine Brücke bauen über die 16.000 Meilen Entfernung und 22 Jahre der Feindschaft, die uns in der Vergangenheit entzweit haben.“

Die Verbesserung der politischen Beziehungen zur Sowjetunion und der Volksrepublik China werden in der englischsprachigen Literatur oft als die erfolgreichsten diplomatischen Errungenschaften während Nixons Präsidentschaft bezeichnet.
Richard Nixon schrieb mehrere Bücher über seine internationalen Tätigkeiten und Erfolge. Das letzte nach dem Ende seiner politischen Karriere ist Beyond Peace. Es beschäftigt sich mit der Not der Vereinigten Staaten, den internationalen Wettstreit gegen die kommunistischen Länder zu gewinnen, bevor diese zusammengebrochen sind.

#### Rezeption
Der Journalist Max Frankel der Zeitung The New York Times erhielt den „Pulitzer-Preis für Auslandsberichterstattung“ für seine Reportage über das Ereignis.
Der Besuch stand Pate für John Adams’ Oper Nixon in China (1987).